# Ángel Arteaga de la Guía
Ángel Arteaga de la Guía (Campo de Criptana, província de Ciudad Real, Castella-La Manxa, 28 de gener de 1928 – Madrid, 17 de gener de 1984) va ser un músic i compositor espanyol.

## Biografia
La seva iniciació musical la va realitzar en l'Agrupació Musical de Campo de Criptana, als 14 anys, amb el seu instrument predilecte, el trombó. Amb el qual va poder ingressar en una banda a Madrid, on va prestar el seu servei militar.
En 1950 va ingressar al Reial Conservatori de Música de Madrid, on va cursar estudis de piano, harmonia, fugida i composició amb els professors Vitorino Echebarría, Francisco Calés i Julio Gómez García. Entre 1957 i 1963 va estudiar a la "Staatliche Hochschule für Musik" de Múnic amb els mestres Carl Orff i Harald Genzmer (deixeble de Paul Hindemith). Així mateix va realitzar cursos sobre composició i música per a cinema en l'Acadèmia Chigiana de Siena (Itàlia).
Va ser un dels compositors cinematogràfics més prolífic. La seva aportació compositiva creadora en la música de cinema supera les 430 obres, entre elles llargmetratges de ficció, curtmetratges, documentals, vídeos i pel·lícules.
En 1970 va obtenir el Premi Sindical Cinematogràfic per la millor composició per a la pel·lícula "La Celestina", dirigida per César Fernández Ardavín.
En 1969 va compondre música sobre la novel·la d'Arthur Schnitzler "Die Traumnovelle" (La Novel·la Somiada) per a la televisió austríaca a Viena.
A Alemanya es va casar amb Waltraud Pitzenbauer en 1964 i van tenir 4 fills.
Va exercir com a catedràtic al Reial Conservatori de Madrid.

## La seva personalitat, tècnica i estil
Músic d'instint, això és, d'idees, el seu pensament estava carregat d'ironia, perceptible clarament en obres com les basades en Ramón Gómez de la Serna. Fugia d'encasellaments i adscripcions a través d'una obra pròpia i molt personal. Per aquesta capacitat, era exigent autocrític i contemplador analític. Resolia en música quant absorbia la seva mirada d'artista plàstic o el seu lirisme de poeta. En el tècnic, lluïa un ofici d'alta qualitat i gran bellesa artesanal.
Ressenyar l’estrena de l'òpera La Mona de Imitación, al Teatro de la Zarzuela (maig de 1973), per Ester Casas, Pedro Farrés i María Aragón, amb direcció escènica de Pérez Sierra i musical d'Odón Alonso.

## Premis
- Primer premi en 1961 en el Concurs "Hugo von Montfort" celebrat en Bregenz (Àustria) amb l'obra per a orquestra "Clavileño", entre més de 130 compositors de tot el món. En el mateix any va guanyar l'Accèssit en el Concurs Premi Màlaga" amb l'obra "Pròleg per a orquestra".
- A l'agost de 1962 li van concedir el Premi "Ferdinando Ballo" en un concurs Internacional, celebrat a Viena amb l'obra "Trio para órgano".
- Al març de 1963 se li va concedir el Premi Internacional "Cova de Nerja" atorgat pel Ministeri d'Informació i Turisme que va ser estrenat en Nerja en 1964. En el mateix any se li va ser concedit una pensió per la Fundació Juan March per la realització del ballet "El Bosque animado".
- En 1973 va obtenir el premi de composició "Cercle de Belles arts" amb l'obra "Eloges", cantata sobre poemes de Saint John Perse i estrenat al febrer de 1974 per l'Orquestra Nacional d'Espanya.
- El 15 d'agost de 1961 es va estrenar en els Festivals de Bayreuth l'obra de cambra "Octet", aquesta mateixa obra va ser gravada per a la ràdio a Hamburg i transmesa al novembre del mateix any, interpretant-se l'any 1962 a Siena (Itàlia) i gravada llavors per la BBC de Londres.
- Premi “Hugo Von Monfort” en Bregenz (Àustria) per la seva obra Pròleg per a Orquestra (1961)

Comprèn unes vintenes d'obres estrenades i gravades en Ràdio Nacional d'Espanya.
En 1997 va ser nomenat, a títol pòstum, Fill Predilecte de Campo de Criptana, juntament amb el també músic i compositor Manuel Angulo Sepúlveda. I al gener de 2006 es va publicar el seu disc Retrat amb una selecció de les seves obres més representatives, per part de l'Orquestra Ciutat de Granada, sota la direcció de José Luis Temes.

## Principals composicions
Al costat de la seva activitat docent com a catedràtic d'harmonia del Real Conservatori de Música de Madrid, Ángel Arteaga va ser un destacat compositor. Així, és possible destacar les seves principals obres:
- Obres de cambra: Improvisación y Canon, Cuatro Improvisaciones (para viola y piano, 1960), Cuatro Piezas, Músicas de Don Quijote, Música para un festival cervantino i Divertimento.

- Obres corals: Eloges (sobre Saint John Perse, 1963, pel qual en 1967 va rebre accèssit en el Concurs Simfònic Coral de Guipúscoa), Kontakion (sobre la litúrgia bizantina), 1962), Himnos Medievales y Kinderlied.

- Obres vocals: Santo de Palo (sobre Pedro Salinas, 1972).

- Obres per instruments sols: Sonatina estilo clásico, Segunda palabra (que glosa sense cantar un text de Gerardo Diego, 1971), Abisiphon y Trio para órgano.

- Obres per instruments varis: Octetos, Irradiaciones, Contextura, Contexto II, Simplicisimus, Sonata a tres, Concertante y Fin de Curso.

- Obres pel teatre: La mona de imitación (òpera de cambara, estrenada en maig de 1973 al Teatro de la Zarzuela de Madrid). El bosque de Sama (òpera per nens) i Tres rosas de Aranjuez (ballet en col·laboració amb Manuel Angulo).
- bres per a cinema compusó al voltant de 434 llargmetratges, curtmetratges, vídeos i pel·lícules. La més destacada La Celestina, dirigida per César Fernández Ardavin, va obtenir el premi Sindical Cinematogràfic a la millor composició.

Operes
- La Celestina: Veu i orquestra, encàrrec de Juan March.
- La Mona de Imitación (1958): Opera de cambra, estrenada a la Zarzuela en 1972.
- El Bosque de Sama (Fábulas): Estrenada a San Lorenzo de El Escorial en 1979.

Ballet
- El bosque animado: Encàrrec de Juan March.
- Sara Lezana (sense títol)